# Jules Ferry (croiseur cuirassé)
Le Jules Ferry est un croiseur cuirassé construit pour la Marine française au début du XXe siècle. Il est l'un des trois navires de la classe Léon Gambetta, il est démantelé en 1927.

## Description

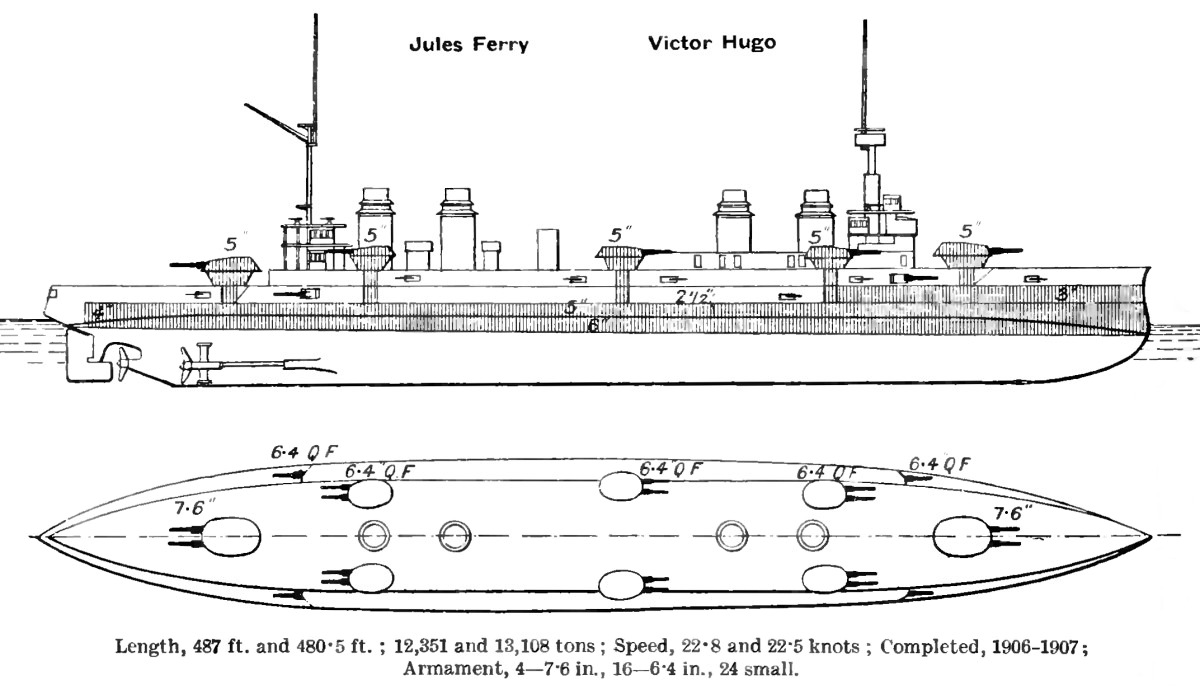
Caractéristiques et plan du pont du bateau - 1923

### Note et référence
- (en) Cet article est partiellement ou en totalité issu de l’article de Wikipédia en anglais intitulé « French_cruiser_Jules_Ferry » (voir la liste des auteurs).